# Óhíd, Zala
Óhíd  este un sat în districtul Zalaszentgrót, județul Zala, Ungaria, având o populație de 633 de locuitori (2011). 

## Demografie
Componența etnică a satului Óhíd
     Maghiari (96,95%)
     Romi (3,05%)
Componența confesională a satului Óhíd
     Romano-catolici (71,09%)
     Fără religie (5,85%)
     Reformați (1,74%)
     Necunoscută (21,33%)
     Alte religii (0,95%)
Conform recensământului din 2011, satul Óhíd avea 633 de locuitori. Din punct de vedere etnic, majoritatea locuitorilor (96,95%) erau maghiari, cu o minoritate de romi (3,05%).  Din punct de vedere confesional, majoritatea locuitorilor (71,09%) erau romano-catolici, existând și minorități de persoane fără religie (5,85%) și reformați (1,74%). Pentru 21,33% din locuitori nu este cunoscută apartenența confesională.